# Bojanovice (ort i Tjeckien, Zlín)
Bojanovice är en ort i Tjeckien.   Den ligger i distriktet Okres Kroměříž och regionen Zlín, i den östra delen av landet, 230 km öster om huvudstaden Prag. Bojanovice ligger 243 meter över havet och antalet invånare är 181.
Terrängen runt Bojanovice är platt. Runt Bojanovice är det ganska tätbefolkat, med 100 invånare per kvadratkilometer. Närmaste större samhälle är Přerov, 18,9 km nordost om Bojanovice. Trakten runt Bojanovice består till största delen av jordbruksmark.